# Баллада о комиссаре
«Баллада о комиссаре» — советский художественный фильм. Снят по мотивам рассказов Всеволода Иванова «Заповедник», «Долг». Первая роль в кино Талгата Нигматулина.

## Сюжет
Посвящение во вступительной заставке:

50-ти летию

Великого Октября

посвящается

События разворачиваются в годы гражданской войны в России (1918—1922). Комиссар Фадейцев (Юрий Назаров) руководит расстрелом белогвардейских офицеров, после которого один из них, князь Чугуреев (Виктор Шульгин), остаётся в живых. Фадейцев хочет добить раненного Чугуреева, но у него кончаются патроны.

Через некоторое время белые поднимают восстание, и Фадейцеву приходится скрываться на одном из морских островов в заповеднике, охранник которого, Черкасов — знакомый Фадейцева. На острове высаживается отряд белогвардейцев под командованием Чугуреева. Фадейцева арестовывают, однако с помощью Анны, дочери Черкасова (Галина Польских), ему удаётся бежать. Чугуреев приказывает повесить отца Анны, за то, что тот помогал комиссару. Затем на острове высаживается отряд красных, Чугуреева арестовывают.

В заключительной сцене фильма красноармейцы собираются на берегу и дружно смеются, наблюдая за тем, как Фадейцев, который всё ещё думает, что на острове белые, уплывает на лодке.

## В ролях
- Юрий Назаров — комиссар Фадейцев
- Галина Польских — Анна Черкасова
- Виктор Шульгин — князь Чугуреев
- Александр Титов — Максим Черкасов
- Талгат Нигматулин — поручик
- Валерий Куприянов — адъютант

## Съёмочная группа
- Автор сценария — Виктор Потейкин
- Режиссёр-постановщик — Александр Сурин
- Оператор-постановщик — Владимир Ошеров
- Художник-постановщик-постановщик — Леонид Перцев
- Режиссёр-постановщик — А. Хорьяков
- Композитор — Алексей Муравлёв
- Оператор — Р. Веселер